# Acetes vulgaris
Acetes vulgaris är en kräftdjursart som beskrevs av Hansen 1919. Acetes vulgaris ingår i släktet Acetes och familjen Sergestidae. Inga underarter finns listade i Catalogue of Life.